# Maniejeu
Maniejeu (biał. Манееў; ros. Манеев) – osiedle na Białorusi, w obwodzie homelskim, w rejonie homelskim, w sielsowiecie Azdzielina.